# Megalomus marginatus
Megalomus marginatus is een insect uit de familie van de bruine gaasvliegen (Hemerobiidae), die tot de orde netvleugeligen (Neuroptera) behoort. 
Megalomus marginatus is voor het eerst wetenschappelijk beschreven door Banks in 1910.